# Charles Seel
Charles Seel (El Bronx, Nueva York, 29 de abril de 1897 - Los Ángeles, California, 19 de abril de 1980) fue un actor estadounidense.
Apareció en más de treinta películas desde 1938 hasta 1974 y en más de cien títulos televisivos desde 1952 hasta 1974. También era acreditado como Charles Seal y  Charles F. Seel.

## Biografía
Charles Seel nació en El Bronx, Nueva York, el 29 de abril de 1897. En su juventud, trabajó como factótum para los Biograph Studios. Posteriormente, comenzó a trabajar en el escenario en vodevil y posteriormente en Broadway y en la radio, antes de trasladarse a Hollywood en 1937.
Interpretó al anciano en la película de 1971, Duel. En televisión, intepretó entre otros, a Otis, en cinco episodios de la serie de televisión Tombstone Territory de 1957 a 1958, Doc Miller en dos episodios de The Deputy en 1960, el editor de periódicos Mr. Krinkie en nueve episodios de la serie Dennis the Menace de 1959 a 1963, Barney Danches en diez episodios de Gunsmoke desde 1965 hasta 1972 y Tom Pride en 29 episodios de la serie The Road West de 1966 hasta 1967.
Su última aparición en la pequeña pantalla tuvo lugar en el episodio "The Christmas Party" de la serie de televisión Apple's Way, que se emitió el 22 de diciembre de 1974, en el cual interpreta el papel de MacPherson, mientras que en el cine su última aparición tuvo lugar en Aeropuerto 75, en esta película interpreta el papel de un pasajero que está celebrando su aniversario.
Seel murió en Los Ángeles, California el 19 de abril de 1980, diez días antes de su 83 cumpleaños, y fue enterrado en el Forest Lawn Memorial Park en Hollywood Hills.